# جون باين (سياسي)
جون باين (بالإنجليزية: John Payne)‏ هو سياسي نيوزلندي، ولد في 23 نوفمبر 1871 في مانشستر في المملكة المتحدة، وتوفي في 27 يناير 1942 في نيوزيلندا. حزبياً، نشط في Democratic Labour Party (New Zealand) ‏. وقد انتخب عضو مجلس النواب النيوزيلندي عن دائرة Grey Lynn (electorate) ‏ (1911 – 1919).